# サルメンエビネ
サルメンエビネ（猿面海老根、学名：Calanthe tricarinata Lindl. 1832）は、ラン科エビネ属の多年草。和名の「サルメン」は唇弁が赤みを帯びてしわが寄っているのをサルの顔に見立てたことに由来し、「エビネ」は同属のエビネが偽球茎の形をエビの背中に見立てたことに由来する。種小名のtricarinataは、「3背稜がある」を意味する。

## 分布
カシミール、ネパール（標高2,285-2,900 m）、インドのシッキム州、ブータン、中国西南部（標高1,000-3,500 m）、台湾（標高1,700-2,500 m）、日本に分布する。
日本では北海道、本州（標高300-1,300 mに分布する。千葉県、愛知県、大阪府には自生していない。）、四国、九州まで広く分布し、ブナ林などの深山の落葉樹林下に生育する。田中澄江による『花の百名山』で、大千軒岳を代表する花の一つとして紹介されている。

## 特徴

### 各部の外観
葉は2-4枚で、長さ15-25 cm、幅 6-8cmの倒披針形。葉の裏面には、1 mm2あたり約14本の毛が生える。球茎は長さ1.5-2.5 cm、直径1.5-2.5 cmの卵状球形で10数年の寿命。根は直径0.2-0.3cm、2月に長さ約7.5 cm、幅約2 cmの冬芽を形成する。新芽が展開後花茎は、直径約0.5 cmで高さ30-50 cmまで成長する。

4-6月に上部に7-15個の花を交互にまばらにつける。花茎は直立し、1-2個の苞葉がある。花は下から順に咲き、ほぼ横向きに平開する。黄緑色の3枚の幅が広い萼片と2個の側花弁がある。赤褐色の唇弁は3裂し、垂れ下がる。その左右にある側裂片は小さく、下部の中裂片にはしわがありサルの顔に見立てられている。蕊柱は薄黄緑色で、長さ0.5-0.6 cm、幅0.4 cm。距はない。花粉塊は黄緑色で8個、長さ約0.3 cmで、ハチにより持ち去られ他のエビネ類より早く受粉を行うことが多い。花後に黒い蒴果ができる。

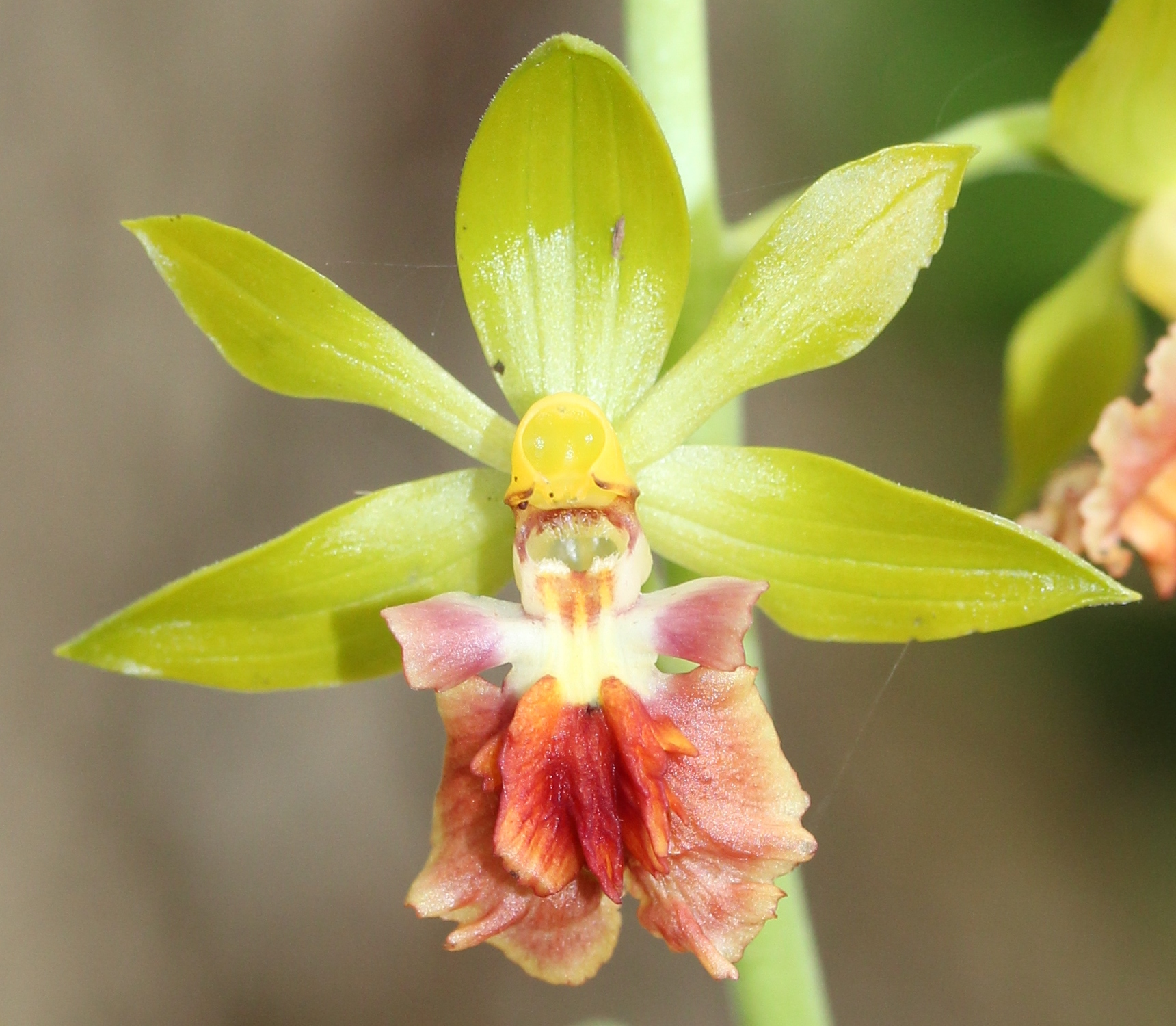
花の細部
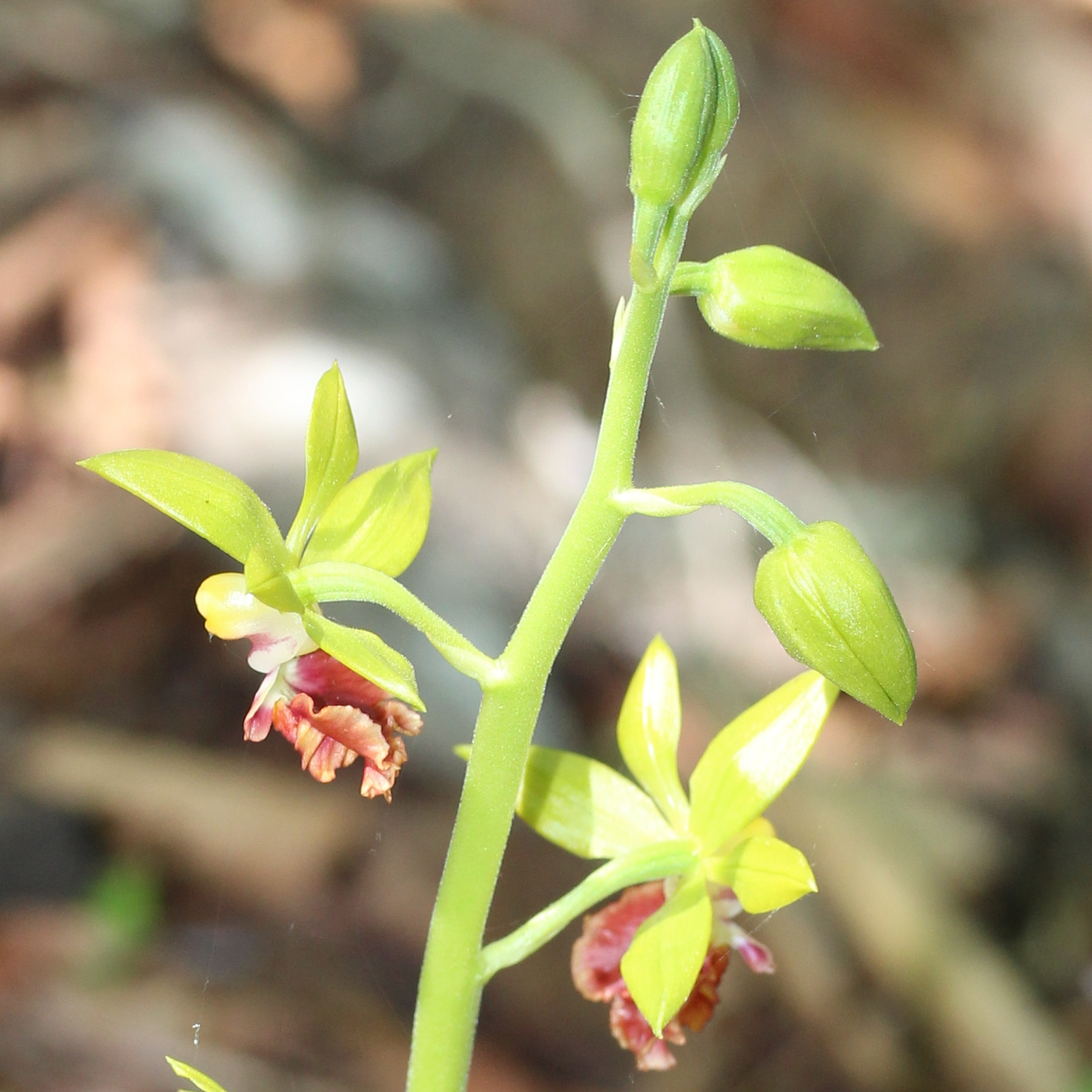
蕾
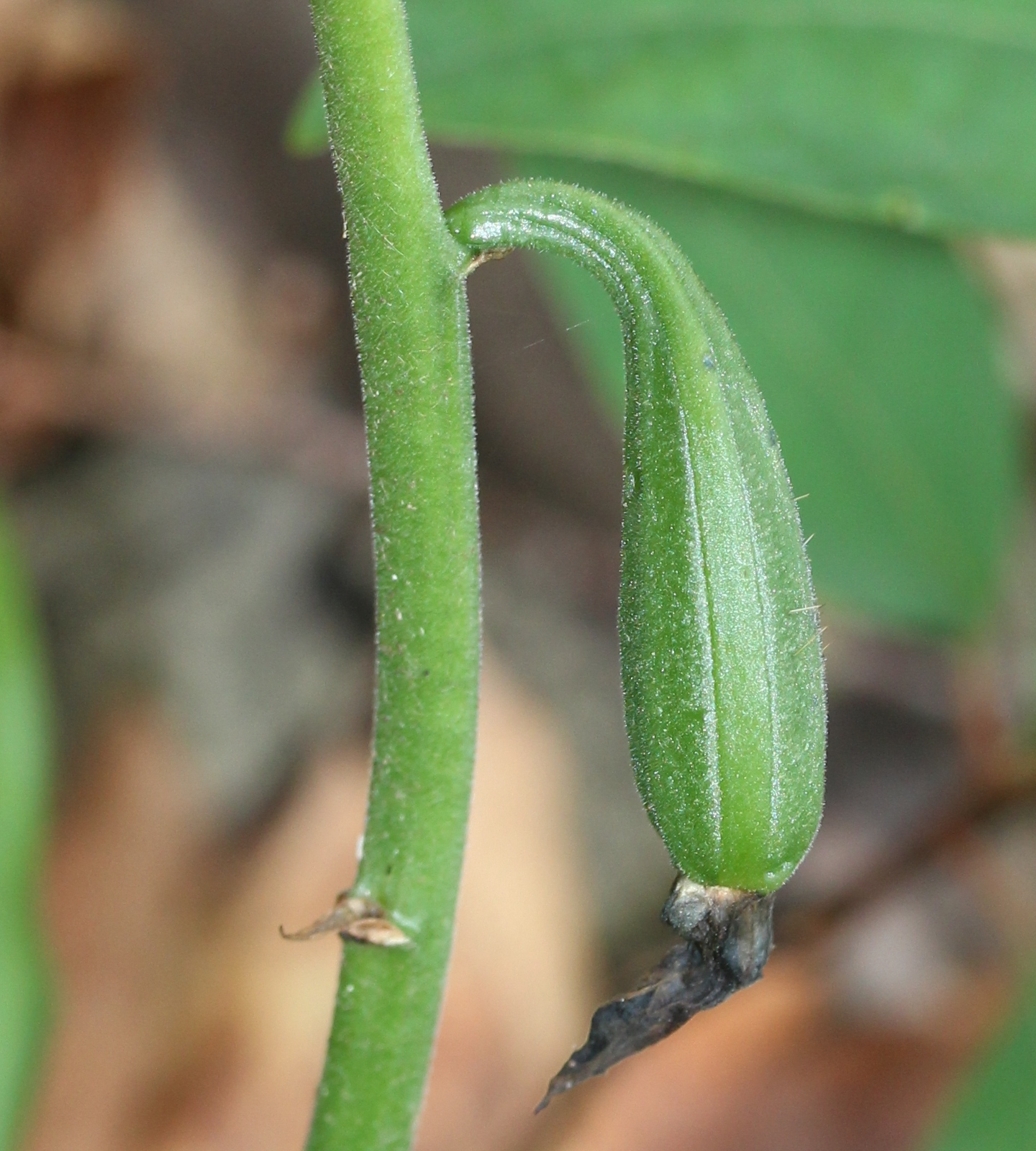
若い果実
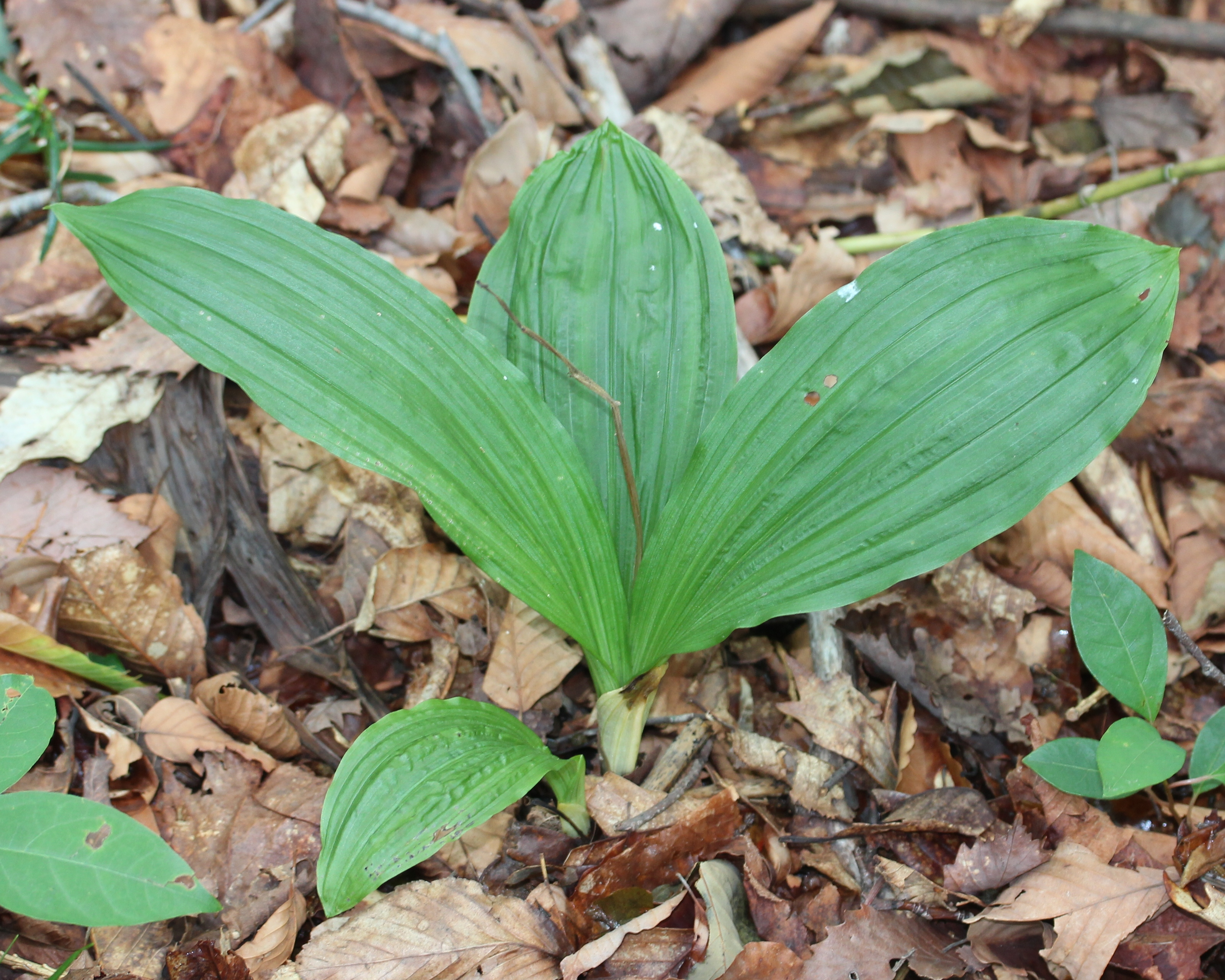
花期後の葉
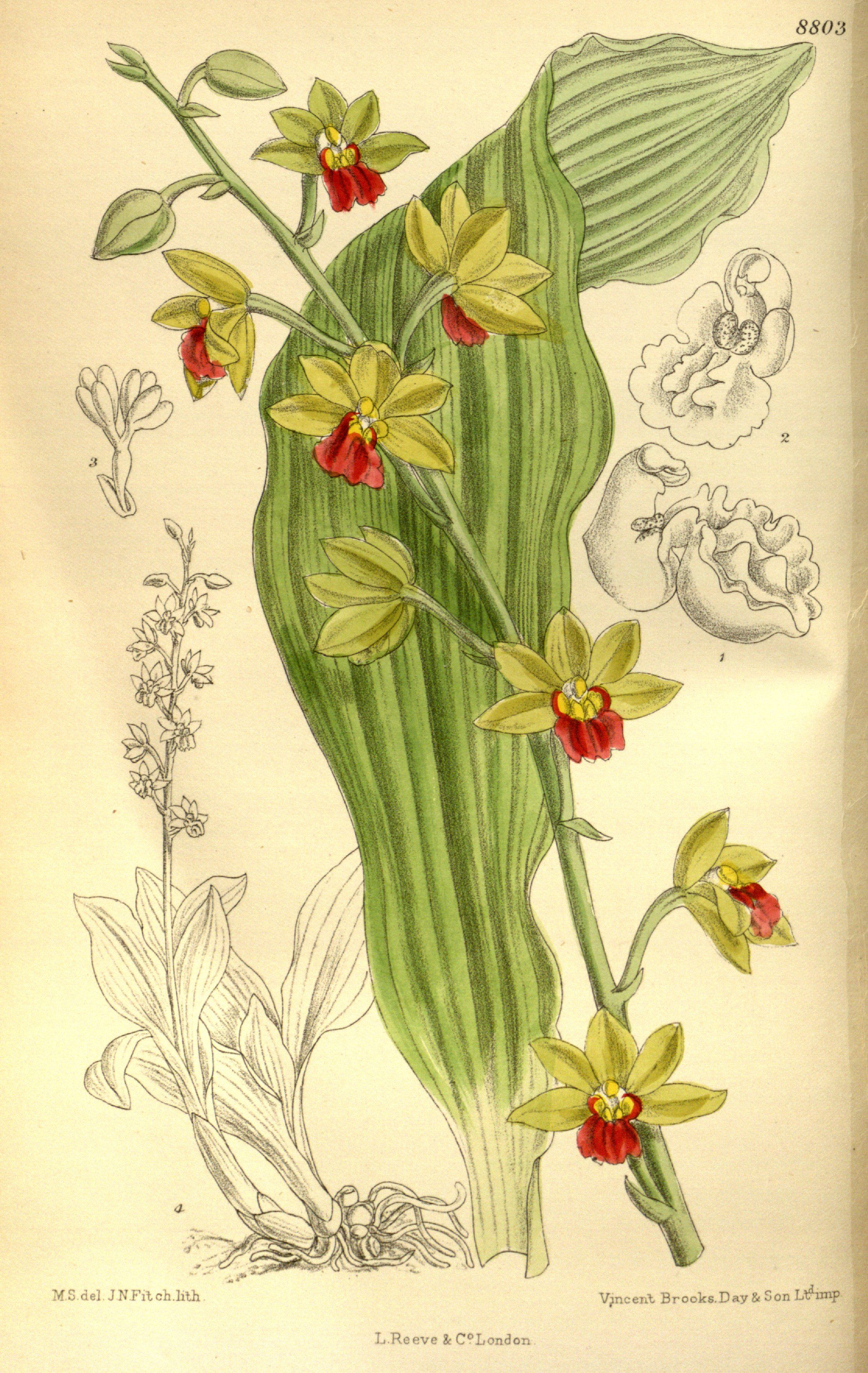
スケッチ

### 核形態
1900年代にエビネ属の染色体の研究が行われ、系統進化の分類がなされている。
本種の染色体数は、2n=40、60。2n=40個の中期染色体は漸変的に小さくなり、長さは2.6-5.2 μm。染色体の対称性が高く、ナツエビネ群に最も近い種でこの群から進化したものと考えられている。

## 分類
本種は染色体の核型などにより、エビネ属Calanthe亜属のCalanthe節に分類されている。

### シノニム
以下のシノニムがある。
- C. megalopha Franch. 1887
- C. undulata Schltr. 1912
- C. lamelldta Hay. 1914
- C. torifera Schltr. 1919
- Paracalanthe tricarinata Lindl. Kudo 1930

### 変種
唇弁は分布域によって差異が見られ、以下の変種に分類される。
- C. torifera Lindl. var ecarinate (Rolfe) Maek. - 中国産、唇弁の3個のひだが発達しない。
- C. torifera Lindl. var trifera (Schltr.) Maek. - 日本産、唇弁の3個のひだが発達する。
- C. torifera Lindl. var pantlingii (Schltr.) Maek. - ヒマラヤ産、唇弁の3個のひだの他に肉質突起が2個ある。

### 交雑種
自然交雑種として以下のものが知られている。
- イシズチ - サルメンエビネとエビネとの交雑種[22]、西日本型イシズチと区別するためにクリコマ型イシズチと呼ばれることがある[注釈 1][23]。
- 西日本型イシズチ - サルメンエビネとエビネ、キエビネまたはキリシマエビネなどとの交雑種。
- キサルメン - サルメンエビネとキエビネとの交雑種[22]。

## 種の保全状況評価
日本では環境省により、レッドリストの絶滅危惧II類（VU）の指定を受けている。
絶滅危惧II類 (VU)（環境省レッドリスト）
また以下の都道府県で、レッドリストの指定を受けている。中部山岳国立公園、阿蘇くじゅう国立公園、氷ノ山後山那岐山国定公園、耶馬日田英彦山国定公園などの指定植物であり、採集は禁止されている。開発と植林地化による自然林の減少、森林の管理放棄、業者やマニアによる園芸目的の採集・盗掘、1970年代後半のエビネブームに伴う乱獲などにより、個体数は減少している。既に絶滅して生育していないと見られている都府県もある。保護を行うためには、ブナ林などの生育環境の保全、自生地が特定できる情報を公開しない盗掘防止対策などが必要である。
- 絶滅（EX） - 埼玉県[37]、三重県[38]、佐賀県
- 絶滅危惧IA類（CR）- 山形県、群馬県、長野県、和歌山県、山口県[39]、高知県、福岡県[30][注釈 5][40]、宮崎県[41]
  - 絶滅寸前種 - 京都府[42]、奈良県
- 絶滅危惧I類（CRまたはEN） - 宮城県、福島県、新潟県[27]、石川県、福井県[43]、島根県[44]、岡山県[29]、徳島県[31]、鹿児島県
  - 重要希少野生生物（Aランク）[注釈 6] - 青森県[45]
  - Aランク - 岩手県[注釈 7]、兵庫県[注釈 8][32]
  - 絶滅危惧種 - 滋賀県
- 絶滅危惧IB類（EN）- 秋田県、岐阜県[36]、愛媛県[46]、熊本県[33]、大分県[28]
  - 絶滅危惧種（En）[注釈 9] - 北海道[47]
- 絶滅危惧II類（VU） - 栃木県、富山県[注釈 10][48]、広島県
- 情報不足（DD） - 山梨、香川県[注釈 11][49]

## 園芸
サルメンエビネは春咲きのエビネ類のなかでは最も大型の種であるが、東京都、大阪府などの市街地での栽培は困難で、東北地方北部などのより寒冷な地方が栽培に向いている。風通しのよい、涼しい場所での管理が適する。
日本全国で山野草として販売流通するが、関東以南の平低地では長期育成は困難で、ほぼ消耗品扱いとなる。
なお、市場価格が安いため、原種そのままの営利生産はほとんどおこなわれていない。流通個体は野生採集品、あるいは寒冷地において植栽下で増殖した個体で、無菌播種などによる種苗生産量はゼロに近い。
一方で、サルメンエビネを元親にした様々な種間交雑種は、生産量こそ多くないが園芸用として継続した種苗生産がおこなわれている。交雑種は耐暑性を有する場合が多く、花型や花色も交配世代が重なるごとに改良が進められ、市場価値が高くなってきている。したがって育種販売業が営利的に成立するためである。
人工交雑種の主なものを以下に示す。
- 1回交配（原種同士の交配）
  - Harryana（ハリアーナ） - masuca x tricarinata Veitch 1895（オナガエビネ x サルメンエビネ）
  - Ishizuchi（イシズチ） - discolor x tricarinata I.Ito 1996（エビネ x サルメンエビネ）
  - Kisyouzyo（キショウジョウ） - sieboldii x tricarinata M.Tahara 1996（キエビネ x サルメンエビネ）
  - Tosa（トサ） - aristulifera x tricarinata Y.Murakami 1996（キリシマエビネ x サルメンエビネ）
- 2回交配（雑種1代と原種との交配）
  - Bungo（ブンゴ） - Hizen x tricarinata E.Murakami 1996（ヒゼン[注釈 12] x サルメンエビネ）
  - Michinoku（ミチノク） - Kozu x tricarinata H.Murakami 1996（コオズ[注釈 13] x サルメンエビネ）
  - Misyo（ミショウ） - Higo x tricarinata I.Nakano 1996（ヒゴ[注釈 14] x サルメンエビネ）
  - Takasarumen（タカサルメン） - Higo x tricarinata I.Ito 1996（タカネ[注釈 15] x サルメンエビネ）

現在ではさらに複雑に交配が進んでおり、形状からサルメンエビネの関与が推定されても、交配記録がなく正確な起源のわからない個体のほうが多くなっている。
なお、日本産の春咲きエビネ類のうちジエビネ、キエビネ、キリシマエビネ、ニオイエビネはどの組合せでも交雑種に稔性があり、自生地でも相互に複雑な浸透交雑が認められる。しかしサルメンエビネとの交雑個体では稔性が低くなり、自然状態では交雑2世代目以降と推測される個体はほとんど見つかっていない。